# Lista chorążych reprezentacji Algierii na igrzyskach olimpijskich
Lista chorążych reprezentacji Algierii na igrzyskach olimpijskich – lista zawodników i zawodniczek reprezentacji Algierii, którzy podczas ceremonii otwarcia nowożytnych igrzysk olimpijskich nieśli flagę Algierii.

## Chronologiczna lista chorążych
| Lp. | Rok i miejsce     | Chorąży                 | Dyscyplina            |
| --- | ----------------- | ----------------------- | --------------------- |
| 1   | 1964, Tokio       | b.d.                    |                       |
| 2   | 1968, Meksyk      | b.d.                    |                       |
| 3   | 1972, Monachium   | Azzedine Azzouzi        | Lekkoatletyka         |
| 4   | 1980, Moskwa      | b.d.                    |                       |
| 5   | 1984, Los Angeles | Abdel Krim Ben Djemil   | Piłka ręczna          |
| 6   | 1988, Seul        | Noureddine Tadjine      | Lekkoatletyka         |
| 7   | 1992, Albertville | Nacera Boukamoum        | Narciarstwo alpejskie |
| 8   | 1992, Barcelona   | b.d.                    |                       |
| 9   | 1996, Atlanta     | Karim El-Mahouab        | Piłka ręczna          |
| 10  | 2000, Sydney      | Djabir Saïd-Guerni      | Lekkoatletyka         |
| 11  | 2004, Ateny       | Djabir Saïd-Guerni      | Lekkoatletyka         |
| 12  | 2006, Turyn       | Christelle Laura Douibi | Narciarstwo alpejskie |
| 13  | 2008, Pekin       | Salim Iles              | pływanie              |
| 14  | 2010, Vancouver   | Mehdi-Selim Khelifi     | Biegi narciarskie     |
| 15  | 2012, Londyn      | Abdelhafid Benchabla    | Boks                  |
| 16  | 2016, Rio         | Sonia Asselah           | Judo                  |
| 17  | 2020, Tokio       | Amel Melih              | pływanie              |
| 17  | 2020, Tokio       | Mohamed Flissi          | Boks                  |